# Двірець (Шепетівський район)
Двіре́ць — село в Україні, у Ізяславській міській громаді Шепетівського району Хмельницької області. Населення становить 580 осіб.

## Географія
Розташоване в західній частині громади, на правому березі річки Горинь, за 32 км (автошляхом місцевого значення) на захід — південний захід від центру громади, та за 118 км (автошляхами Н03, Н25 та Н02) на північ від обласного центру.
Сусідні населені пункти:
На південний захід від села розташована комплексна пам'ятка природи Урочище «Жолоби».

## Історія

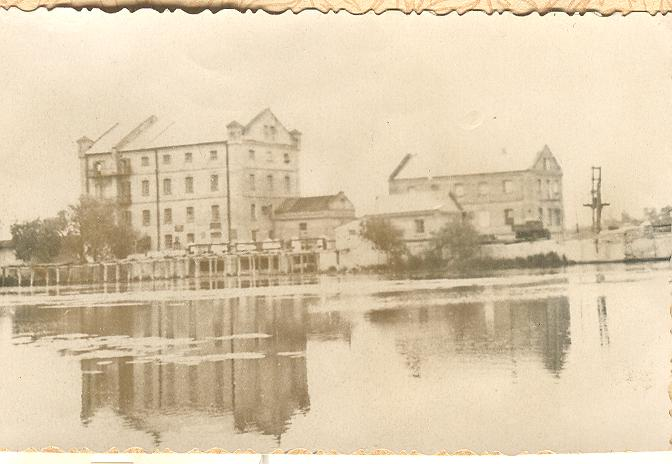
Двірець, млини, 1958 рік

Вперше згадується у документі під 1501 роком, як власність князя Івана Юрійовича Заславського.
У селі було розпочато написання Пересопницького Євангелія.
У третій чверті XVI століття у селі діяв чоловічий монастир Успення Пресвятої Богородиці.
1887 року село належало до «Білогородського ключа» славутських маєтків князів Санґушків. Тоді у селі працювали фабрика лікерів та одеколону, бровар і водяний млин.
У 1906 році село Білогородської волості Ізяславського повіту Волинської губернії. Відстань від повітового міста 18 верст, від волості 7. Дворів 286, мешканців 1890.
За переписом 1911 року в селі нараховувалося 2187 жителів, діяли 2-класна школа, дерев'яна церква з 1774 року, горілчана крамниця, млин (150 тисяч пудів річного помолу), кооператив. 1916 року збудовано нову шкільну будівлю.
7 (20) листопада 1917 року, відповідно до Третього Універсалу Української Центральної Ради, увійшло до складу Української Народної Республіки.
Під час німецько-радянської війни в Двірці діяло підпілля ОУН. 26 лютого 1944 року німецькі війська підпалили село.
12 червня 2020 року, відповідно до розпорядження Кабінету Міністрів України № 727-р «Про визначення адміністративних центрів та затвердження територій територіальних громад Хмельницької області», увійшло до складу Ізяславської міської територіальної громади.
19 липня 2020 року, в результаті адміністративно-територіальної реформи та ліквідації Ізяславського району, село увійшло до складу новоутвореного Шепетівського району

## Населення
| Роки            | 1906 | 2001 | 2010 | 2011 | 2012 | 2013 |
| --------------- | ---- | ---- | ---- | ---- | ---- | ---- |
| Населення, осіб | 1890 | ▼580 | ▼494 | ▼485 | ▼470 | ▼456 |

## Пам'ятники
Станом на 2006 рік у центрі села біля будинку культури стояло погруддя Леніну. На обліку також перебував бюст Чапаєва.

## Відомі люди

### Народилися
- генерал-майор І. Д. Горпинюк, деякий час жив тут.
- російський письменник Овчарук Степан Ананійович.[11] У романі «Полин» Степан Овчарук змальовує життя малої батьківщини в 1960-70 роки[18].

## Зображення

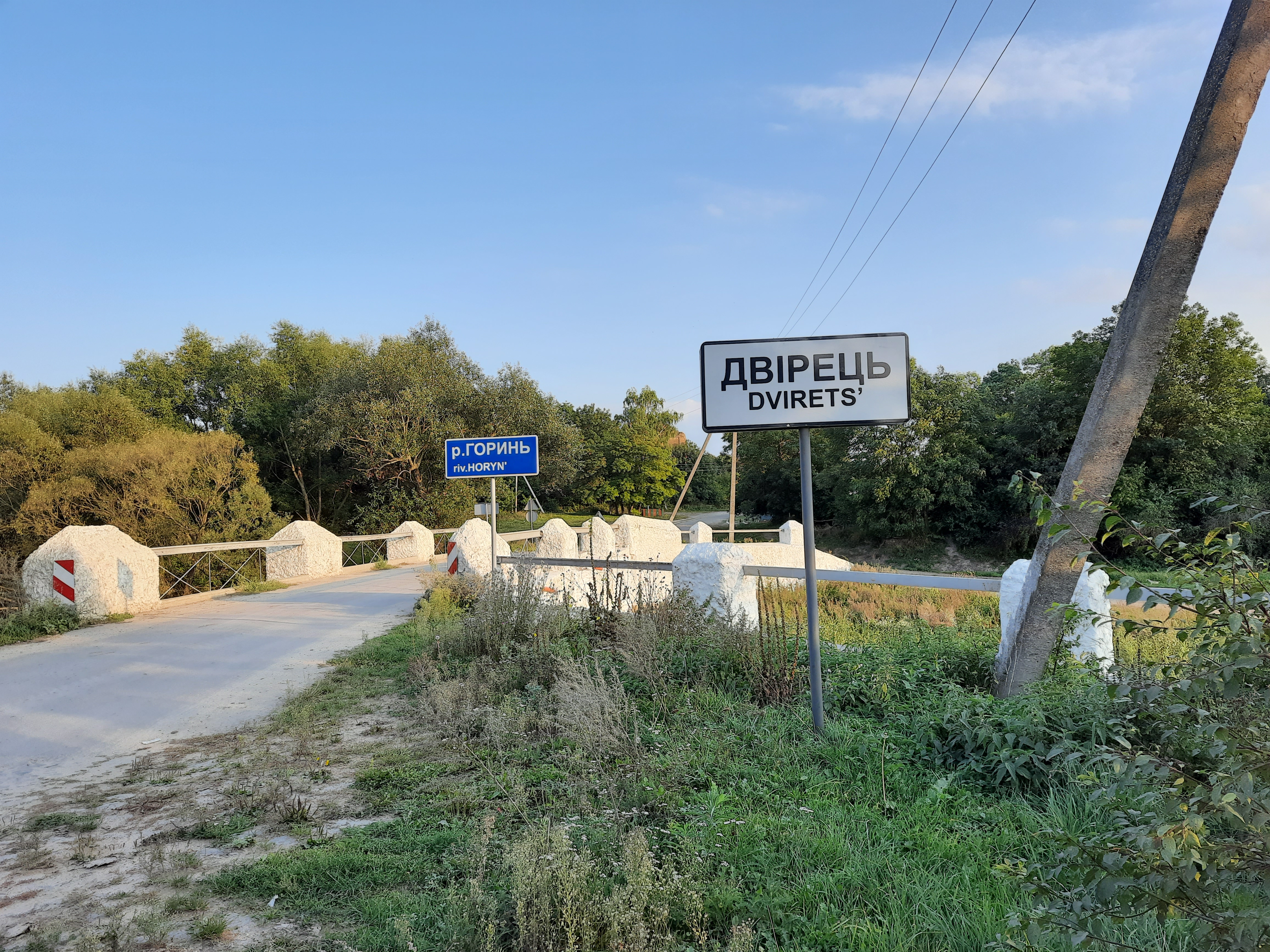
Дорожній знак при в'їзді в село
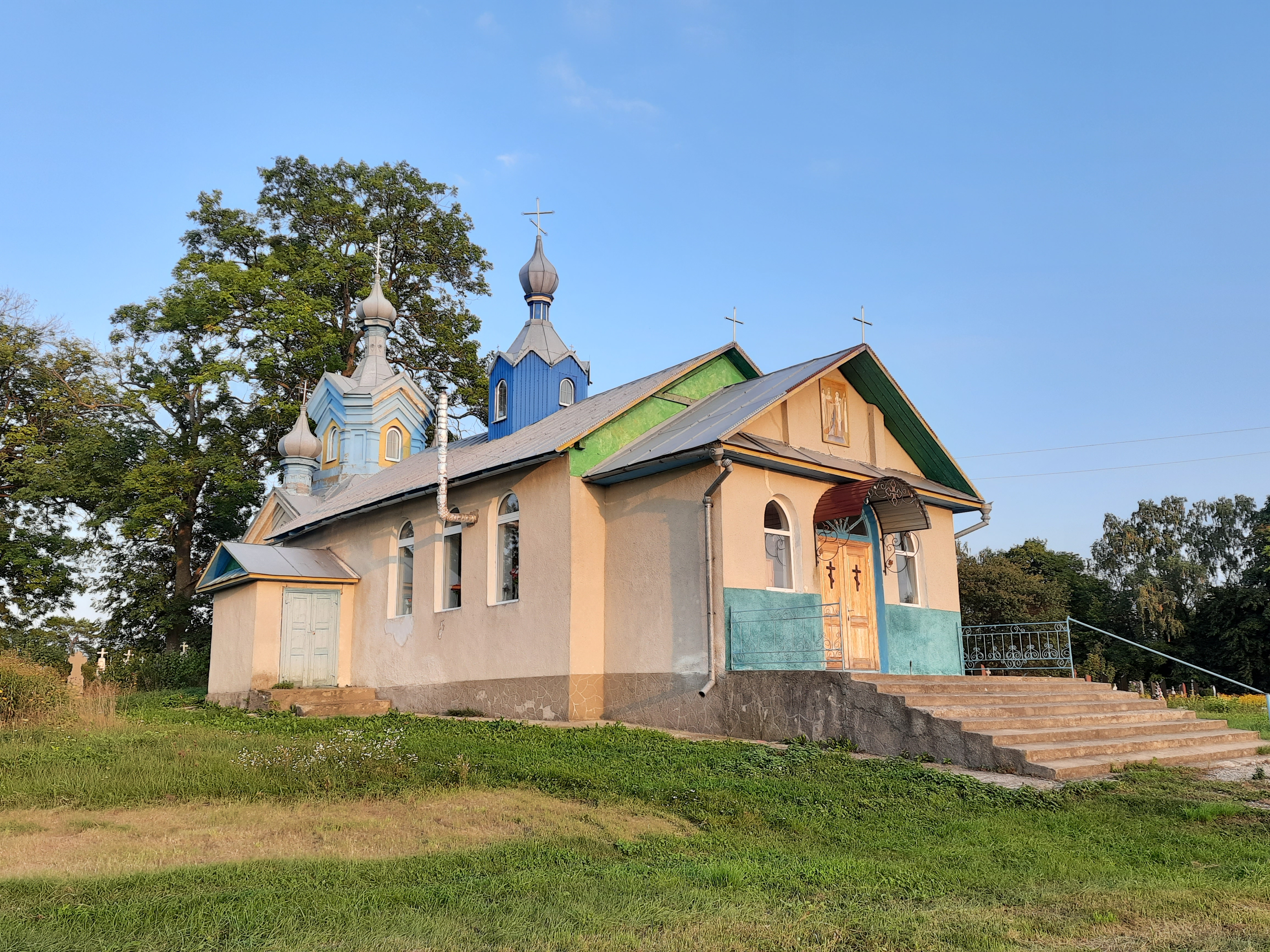
Сільська церква
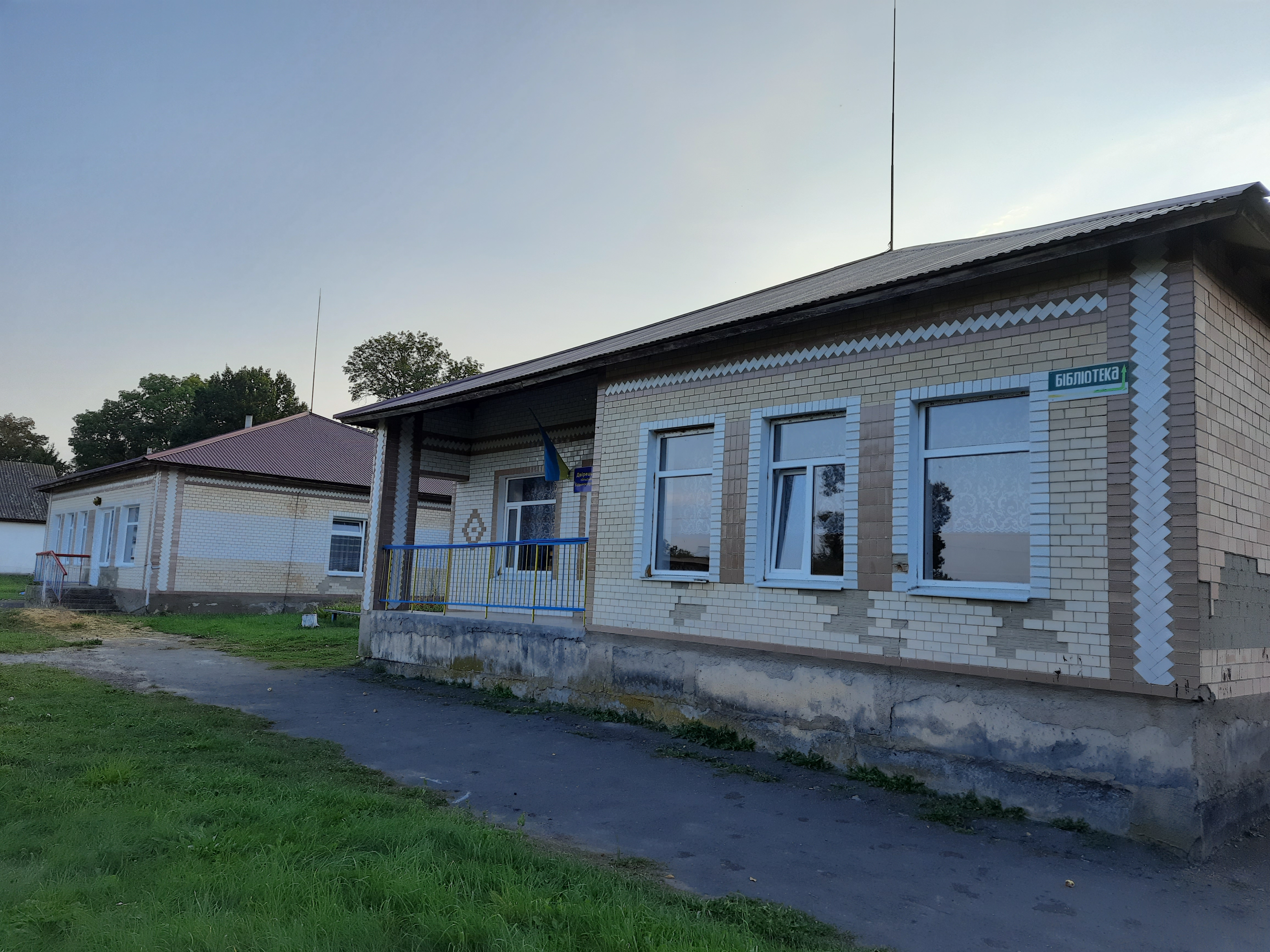
Будинок культури
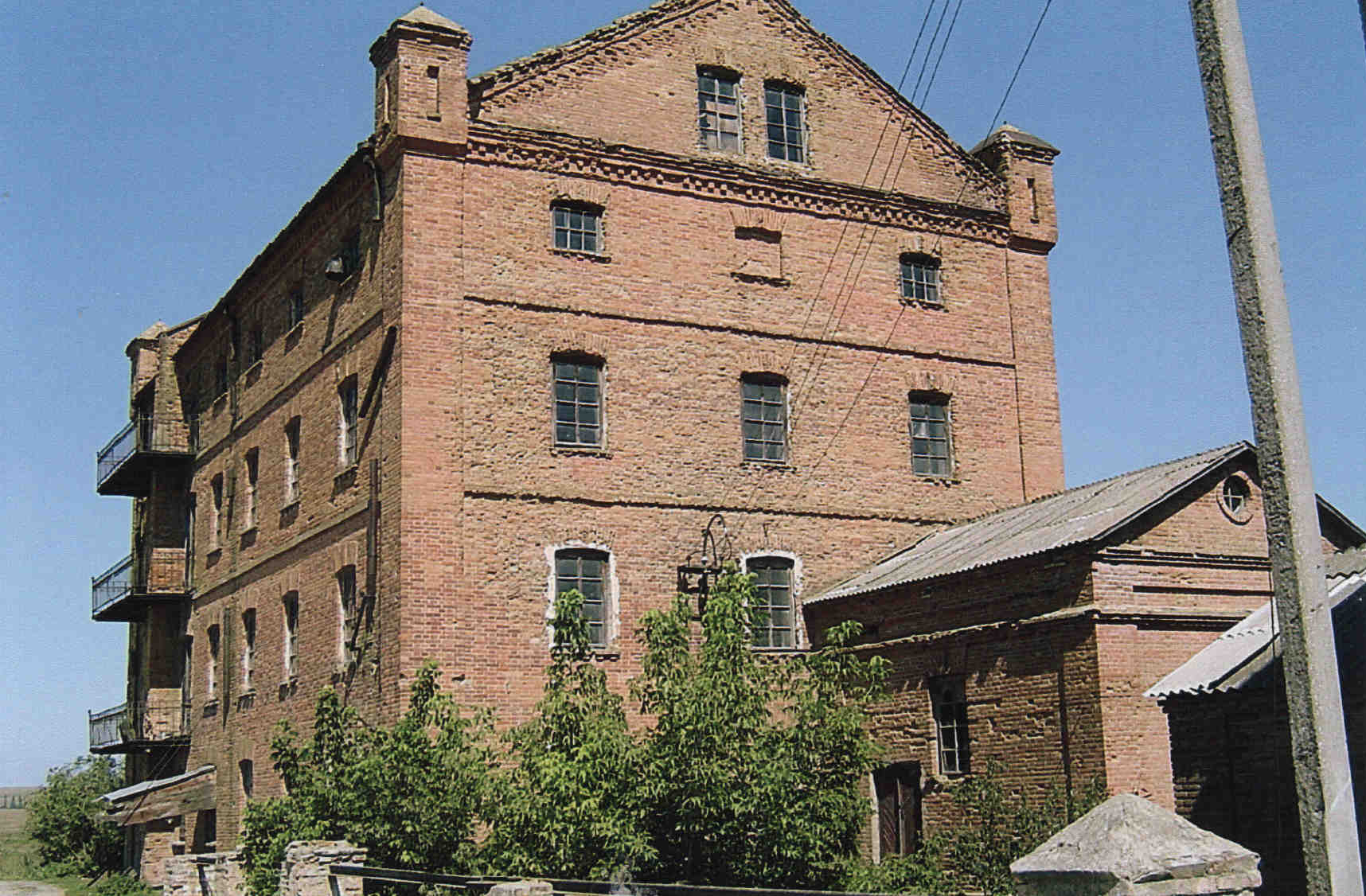
Маримон у селі Двірці
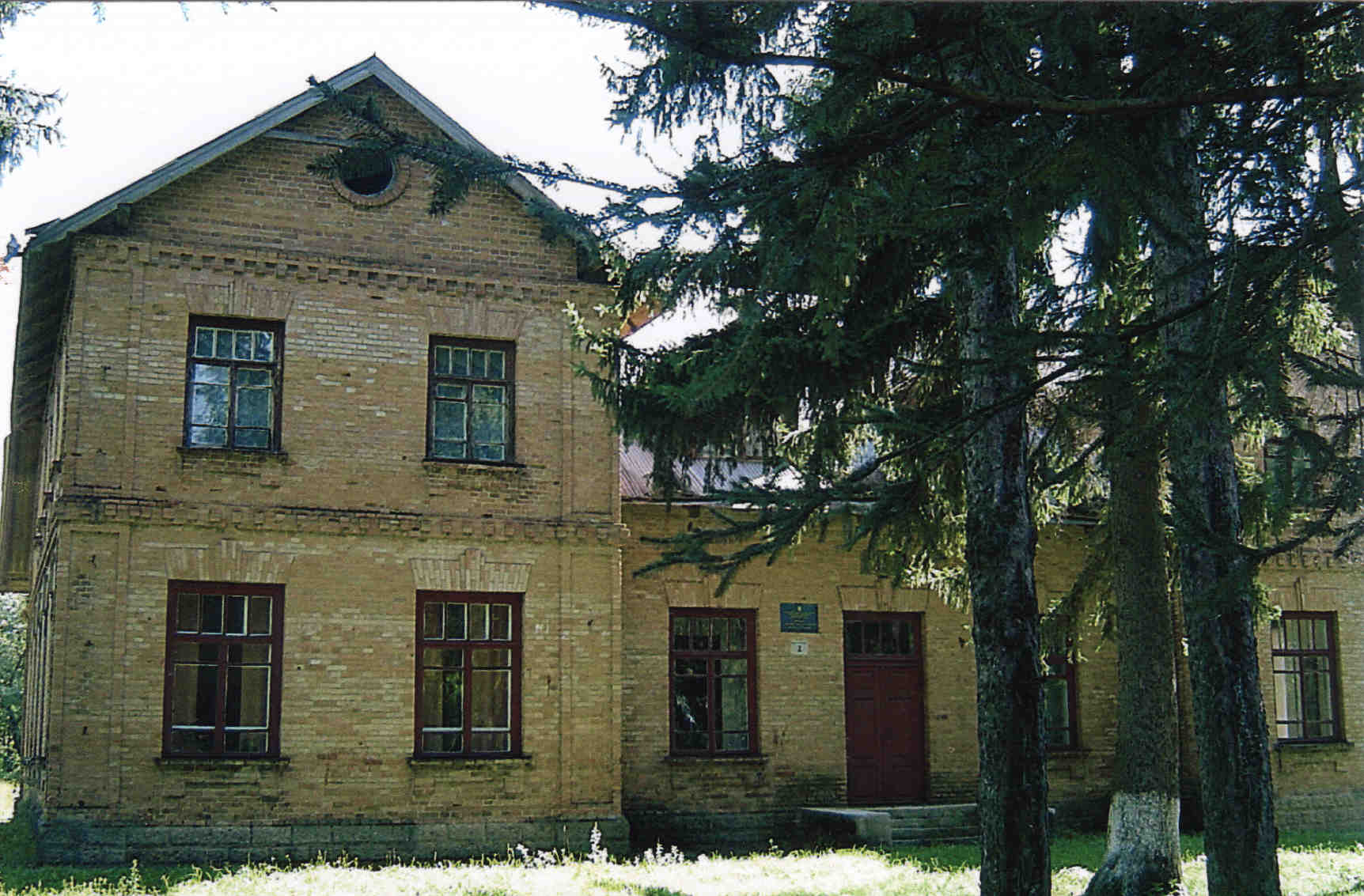
Сільська школа